# Alfred Armand
Pour les articles homonymes, voir Armand.
Alfred Armand (Paris, 8 octobre 1805 - Paris 2e, 27 juin 1888) est un architecte français qui fut l'architecte attitré des frères Émile et Isaac Pereire, financiers et entrepreneurs des chemins de fer. 
Il participe notamment à l'aventure de la Compagnie du chemin de fer de Paris à Saint-Germain en étant l'architecte du débarcadère du Pecq en 1847 avant de concevoir la deuxième gare de départ devant la place de l'Europe en 1841, puis, avec Eugène Flachat la troisième gare située sur le site actuel de la rue Saint-Lazare terminée en 1853.

## Biographie
Enfant naturel né à Paris le 8 octobre 1805, Alfred Armand reçoit une éducation soignée chez les Oratoriens du collège de Juilly et étudie l'architecture dans l'atelier d'Achille Leclère. Il entre à l'École des beaux-arts de Paris en 1827, il y sera l'élève de Jean-Louis Provost .
Dès 1836, Alfred Armand devient architecte en chef de la ligne de chemin de fer de Paris à Saint-Germain-en-Laye, construite sur l’initiative des Pereire. Il travaille ensuite avec d'autres entreprises ferroviaires des Pereire comme la ligne de Paris à Versailles (Rive droite) dont il réalise la gare en 1839. Il est reçu membre de la Société centrale des architectes en 1841. Année où il va, avec Eugène Flachat, entreprendre la réalisation de gare rue Saint-Lazare qui ne sera achevée qu'en 1853. 
À partir de 1845, année où l'État rend obligatoire la présence d'un architecte pour les chantiers de constructions entrepris par les compagnies de chemin de fer ayant une concession sous le régime de la loi de 1842, Armand va diriger les chantiers de la Compagnie des chemins de fer du Nord. Entre 1846 et 1851, il conçoit de nombreuses gares dans le nord de la France, entre autres Lille et Amiens, avant de réaliser les installations de La Chapelle-Saint-Denis. Le bureau de l'architecte, dirigé par Alfred Armand, organisme indépendant du service des travaux et de la surveillance, fut dissout par les Chemins de fer du Nord en 1852 au profit du service des bâtiments, dirigé par l’architecte Jules-Léon Lejeune mais placé sous la direction du service des travaux et de la surveillance.
Sous le Second Empire, Armand participe aux opérations immobilières réalisées à Paris par les Pereire, construisant pour la Société immobilière des immeubles de rapport et deux grands hôtels de voyageurs (le Grand Hôtel des chemins de fer et le Grand Hôtel). Les Pereire lui confient également le réaménagement de l'hôtel particulier qu'ils achètent en 1855 rue du Faubourg-Saint-Honoré et la construction de leur château d’Armainvilliers. 
Armand acquiert ainsi une fortune confortable. À partir de 1863, il consacre sa retraite à l’histoire de l’art et à ses collections. Collectionneur de photographies, d'estampes et de dessins de maîtres, il est également l'auteur d'un ouvrage de référence sur les médailleurs italiens de la Renaissance. Il resta lié à la famille Pereire jusqu’à sa mort à Paris le 28 juin 1888. 

## Principales réalisations

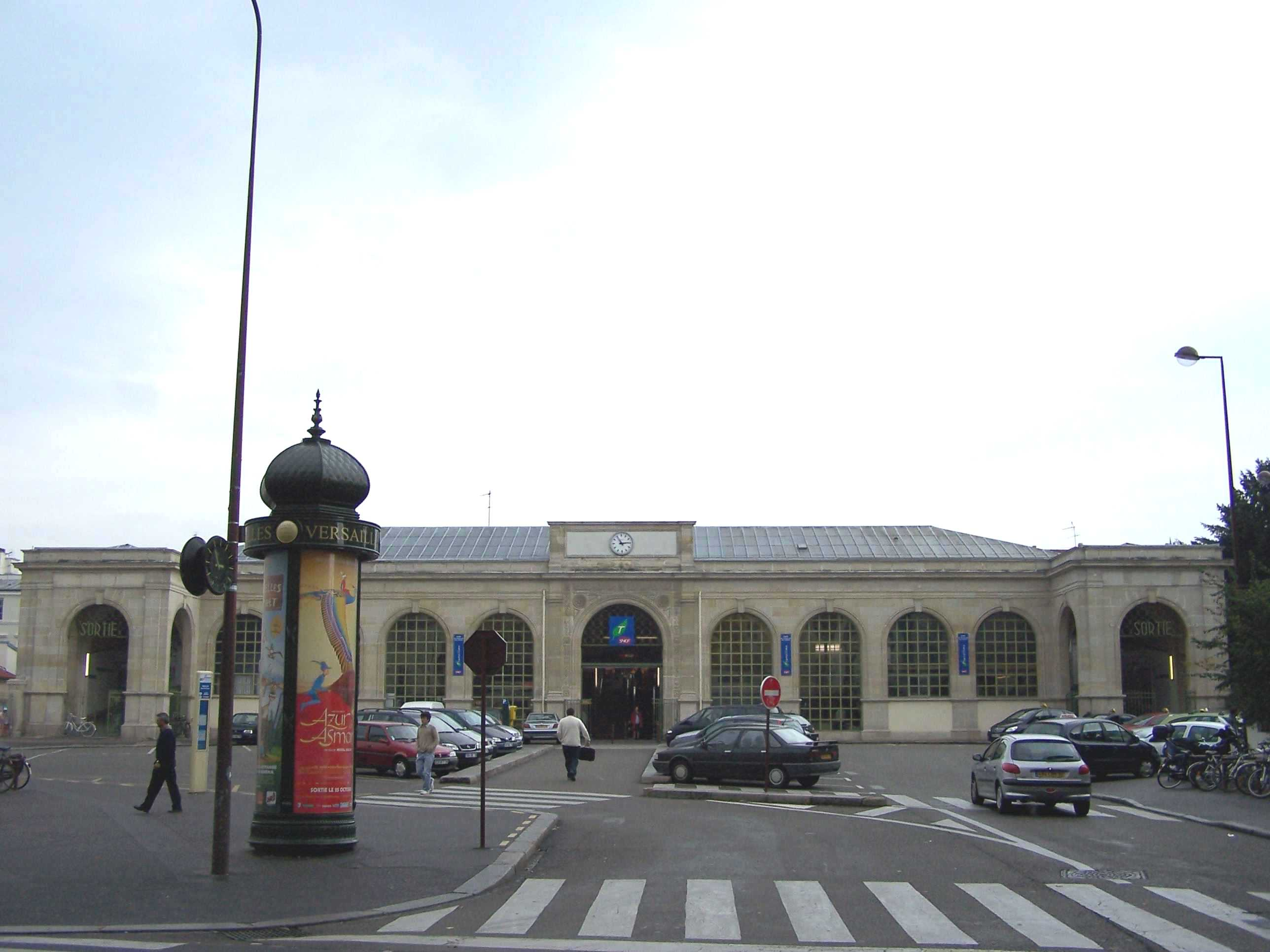
Bâtiment voyageurs de la gare de Versailles rive droite.

- Deuxième gare Saint-Lazare, rue de Stockholm (actuellement impasse d'Amsterdam) (1841)
- Troisième gare Saint-Lazare avec l'ingénieur Eugène Flachat, rue du Havre (1842-1853)
- Gare du Pecq
- Gare de Saint-Germain-en-Laye (1845)
- Gare de Versailles-Rive-Droite
- Gare de Saint-Cloud (1839-1840)
- Gare d'Amiens (la 1re gare)
- Gare de Lille
- Gare d'Arras
- Gare de Douai
- Gare de Calais
- Gare de Saint-Quentin
- Grand Hôtel des chemins de fer devenu Magasins du Louvre, avec Hittorff, Charles Rohault de Fleury et Auguste Pellechet, Paris (1855)
- Grand Hôtel, place de l'Opéra, Paris (1861-1862), avec Auguste Pellechet
- Galerie des fêtes de l'hôtel Pozzo di Borgo, Paris, avec Antoine Layrix
- Réaménagement de l'hôtel particulier des frères Pereire 35 rue du Faubourg-Saint-Honoré (1855-1859)
- château d'Armainvilliers, (1860-1861)

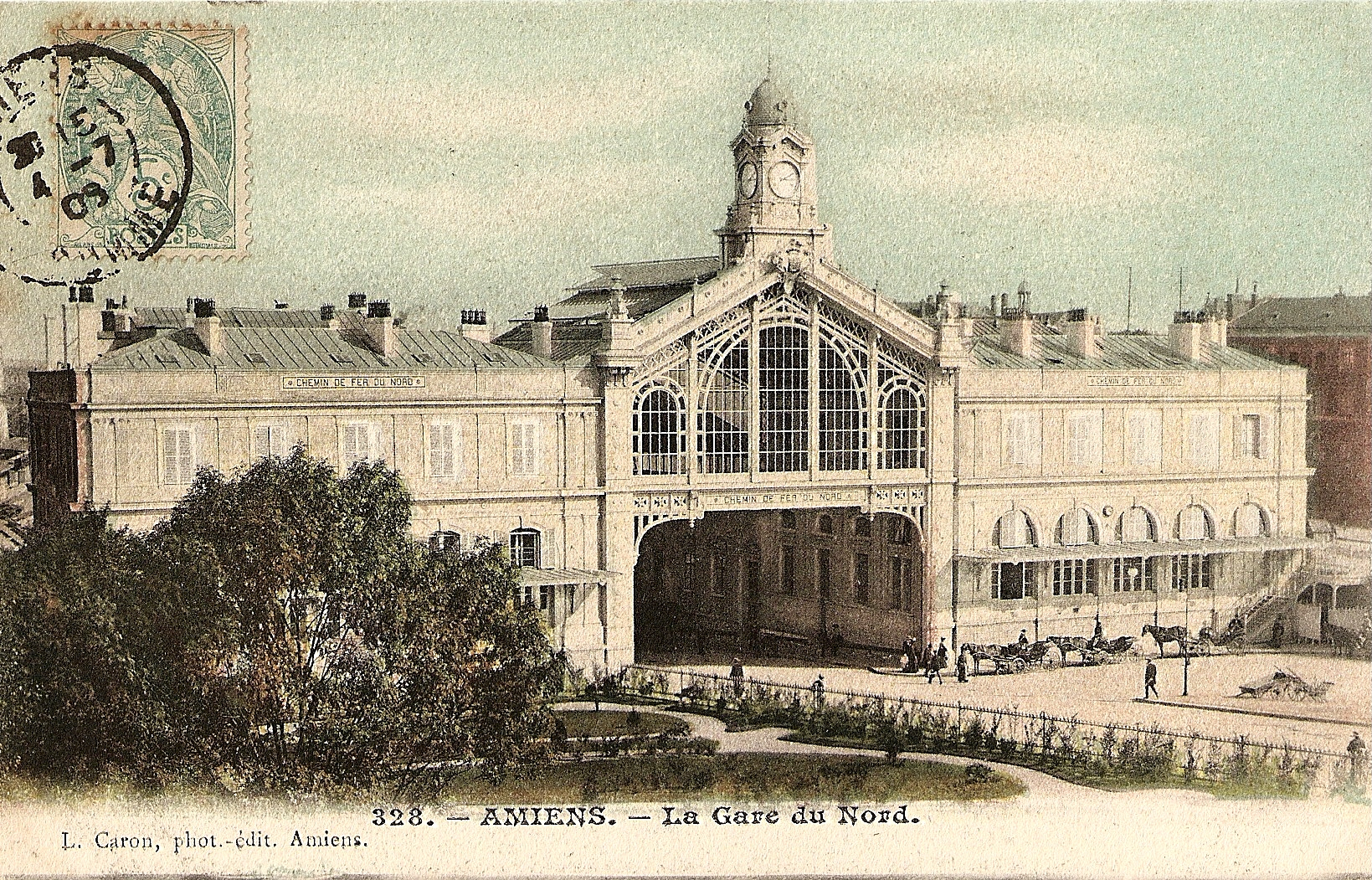
Amiens, la gare de 1846.
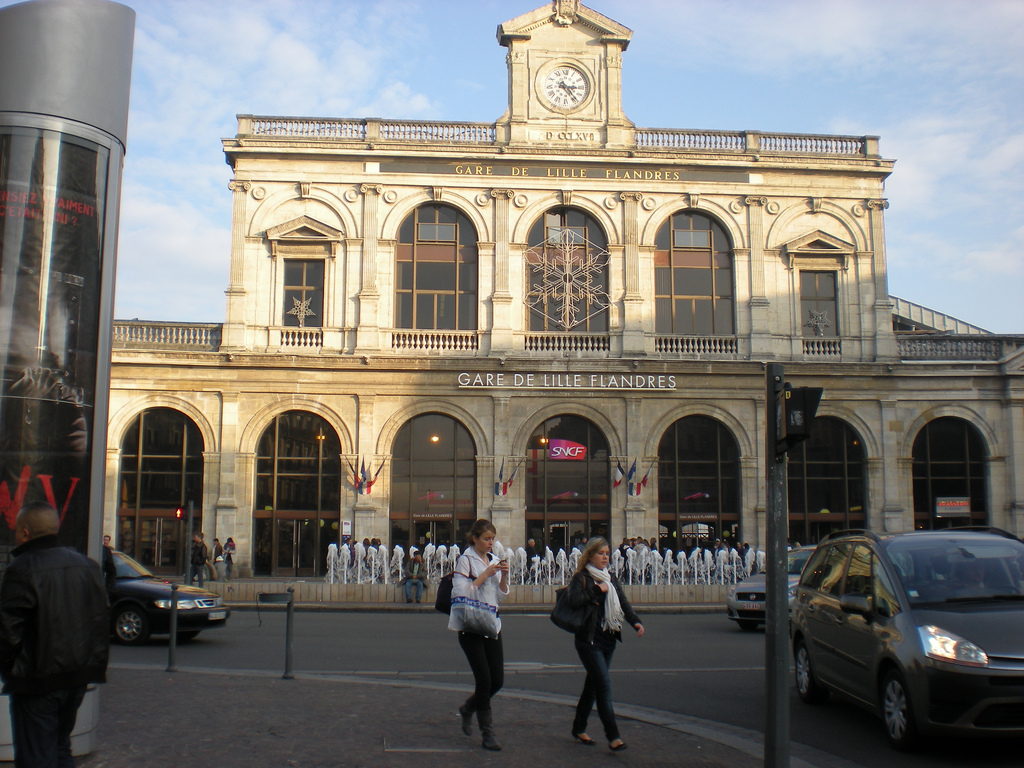
Façade de la gare de Lille.
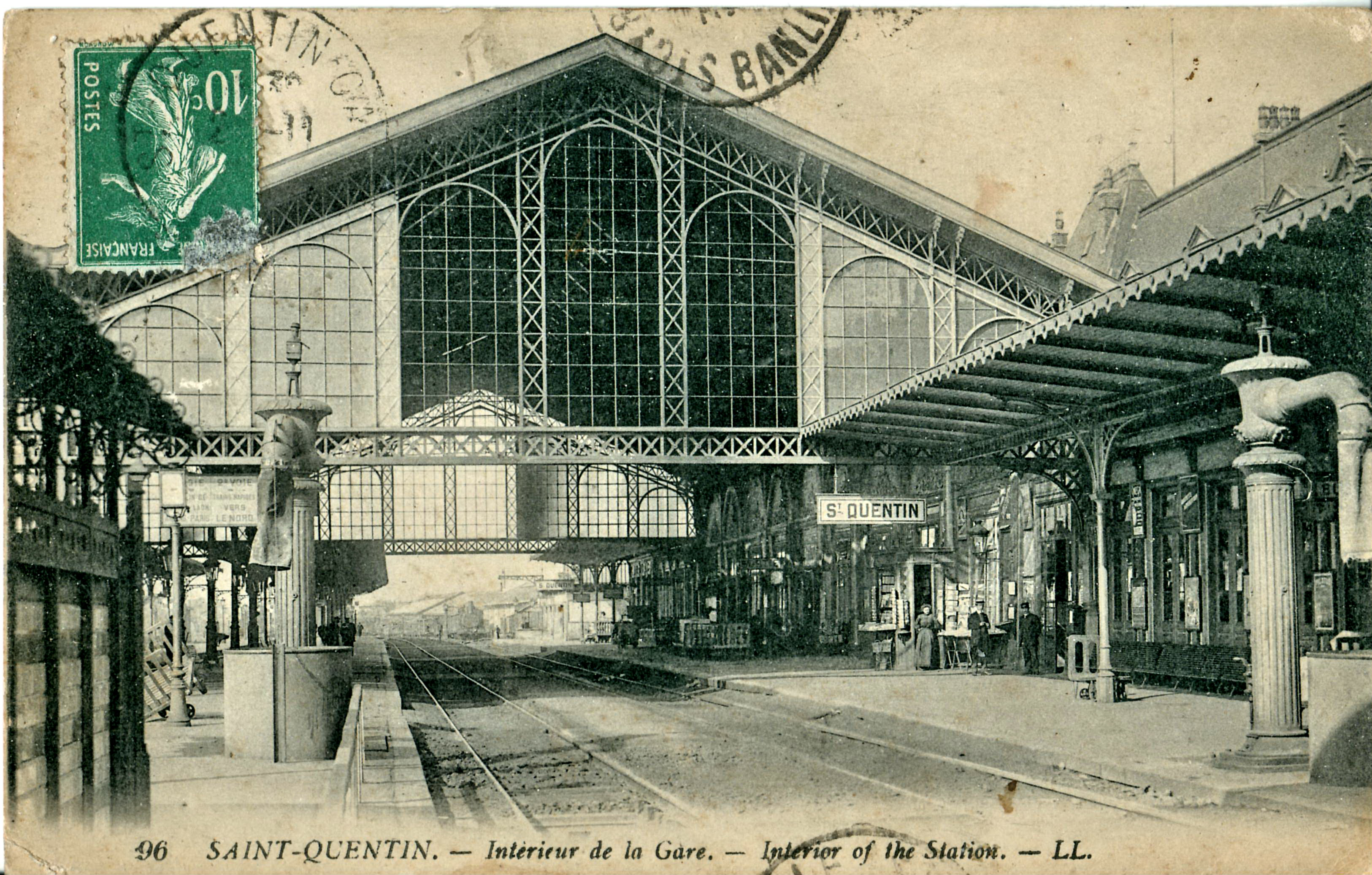
La gare de Saint-Quentin.
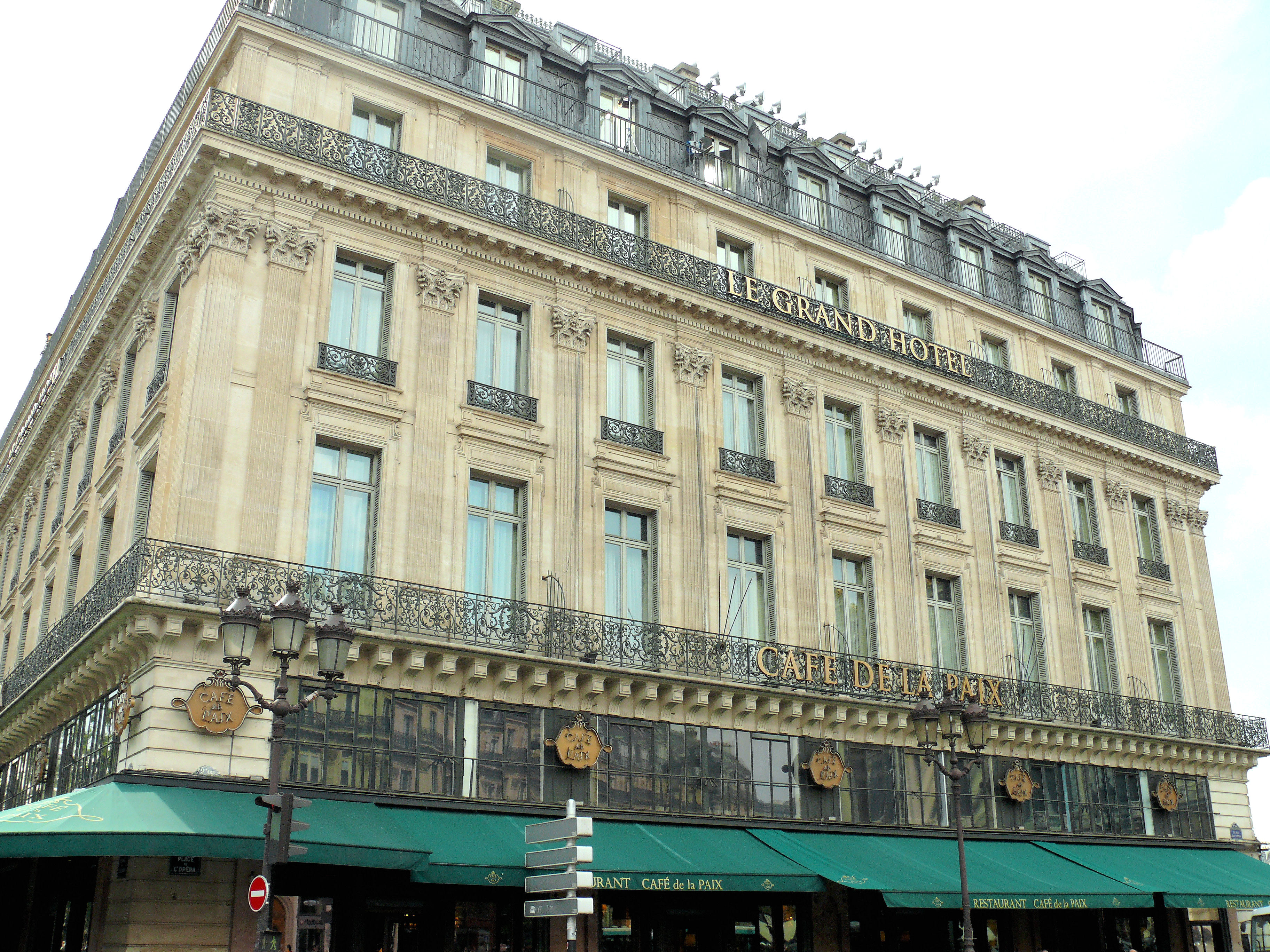
Le Grand Hôtel Continental.

## Publications
- Les Médailleurs italiens des XVe et XVIe siècles. Plon et Cie, Paris, 1879.
- Les médailleurs italiens des XVe et XVIe siècles, 2 volumes, Plon et Cie, Paris, 1883.
- Suppléments à Les Médailleurs italiens des XVe et XVIe siècles, Plon et Cie, Paris, 1887.

## Hommage
- Officier de la Légion d'honneur Promu officier de la Légion d'honneur le 14 août 1862[5]
- Reçoit le prix Bordin de l'Académie des beaux-arts en 1883[5]